# Toxophora leucon
Toxophora leucon är en tvåvingeart som beskrevs av Seguy 1930. Toxophora leucon ingår i släktet Toxophora och familjen svävflugor. Inga underarter finns listade i Catalogue of Life.